# Сабов Симеон Андрійович
Симеон Сабов (1863-1929) — греко-католицький священник, педагог, москвофільський діяч на Закарпатті.

## Життєпис
Народився 1863 року в селі Великий Раковець. Закінчив Ужгородську гімназію та богословську семінарію. У 1887 році висвятився на священника. У 1894 році закінчив Греко-католицьку духовну семінарію у Відні. У 1902 році став доктором богослов'я (тема дисертації «Історичний, догматичний і моральний виклад св. Літургії Йоана Золотоустого»). Був каноніком Мукачівської греко-католицької єпархії.
9 листопада 1918 року обраний головою Ради рутенів Мадярії в Ужгороді (1918). Рада прийняла «Меморандум», в якому заявила, що угро-руський народ приєднується до своєї батьківщини-Угорщини й виступає за недоторканість її території. Сабов відправився в Будапешт, де вів переговори з угорським урядом (прем'єром Міхаєм Карої, міністром закордонних справ Мартоном Ловасі та міністром у справах національних меншин Оскаром Ясі). Урядовці пообіцяли, що нададуть автономію карпатським русинам у складі Угорщини. Як наслідок, 21 грудня парламент Угорщини прийняв «Народний Закон ч. Х з 1918 р. про автономію Руської Нації, живучої в Мадярщині».
8 травня 1919 року став членом Центральної народної ради, яка утворилася після об'єднання хустської, ужгородської та пряшівської народних рад. У 1919—1924 роках був священником у селі Бедевля.
З 1924 року почесний член головної ради Товариства імені О. Духновича.